# جون تومسون (قسيس)
جون تومسون (بالإنجليزية: John Thomson)‏ هو قسيس بريطاني، ولد في 1 يوليو 1959.